# Raiffeisenverband Salzburg
Der Raiffeisenverband Salzburg (RVS) ist die Landeszentrale der Raiffeisenbankengruppe Salzburg und stellt zusammen mit den 33 selbstständigen Raiffeisenbanken, mit insgesamt 104 besetzten Bankstellen sowie 27 SB-Bankstellen, die größte Bankengruppe im Bundesland Salzburg dar. An der Spitze der Geschäftsleitung des Raiffeisenverbandes Salzburg stand bis 1. Mai 2020 Generaldirektor Günther Reibersdorfer. Neuer Generaldirektor ist Heinz Konrad (Geschäftsführer RVS & Firmenkunden). Ihm zur Seite stehen Andreas Derndorfer, MBA MSc (Unternehmenssteuerung), Anna Doblhofer-Bachleitner (Servicecenter RVS & Raiffeisenbanken) und Manfred Quehenberger, MBA (Privat- und Geschäftskunden).

## Aufgabe
Der Raiffeisenverband Salzburg ist einerseits eine regionale Universalbank und andererseits die Landeszentrale der Raiffeisengenossenschaften in Salzburg. Im Sinne des genossenschaftlichen Subsidiaritätsprinzips übernimmt der Raiffeisenverband Salzburg Aufgaben für einzelne Genossenschaften wie die Bereitstellung einer EDV-mäßigen Infrastruktur, Bundesland übergreifende Werbe- und Marketingmaßnahmen.

## Geschichte
Im Bundesland Salzburg wurde 1890 der erste Spar- und Darlehenskassenverein nach dem System von Friedrich Wilhelm Raiffeisen gegründet. Diese Vereinsgründung in Taxenbach war der Beginn einer sich über die Jahrhundertwende hinweg erstreckenden Gründungswelle. 1905 wurde mit der Gründung der Salzburger Genossenschaftszentralkasse der Startschuss für den Raiffeisenverband Salzburg gelegt. Zu diesem Zeitpunkt bestanden 42 Spar- und Darlehenskassen in Salzburg.

## Tochtergesellschaften

### Raiffeisen Salzburg Invest Kapitalanlage GmbH
1994 wurde damals unter dem Namen Salzburg-München Wertpapierfonds Kapitalanlage GmbH als Tochterunternehmen des Raiffeisenverbandes Salzburg eine eigene Kapitalanlagegesellschaft gegründet. Durch die Verschmelzung mit der Salzburg-München Portfolio-Management GmbH – ebenfalls ein Tochterunternehmen des Raiffeisenverbandes Salzburg – im Jahr 2007 entstand eine neue Gesellschaft, die Raiffeisen Salzburg Invest Kapitalanlage GmbH.
2013 erwarb die Raiffeisen Kapitalanlage-Gesellschaft m.b.H. einen Anteil von 75 % an der Raiffeisen Salzburg Invest Kapitalanlage GmbH, 25 % verblieben beim Raiffeisenverband Salzburg. Mit dieser Verschränkung konnte die Schlagkraft im Vertrieb von Fonds- und Vermögensverwaltungs-Dienstleistungen im Salzburger Raum weiter erhöht werden.
Seit Oktober 2018 ist die Raiffeisen Kapitalanlage-Gesellschaft m. b. H. die 100%ige Eigentümerin der Raiffeisen Salzburg Invest KAG.

### Raiffeisen Salzburg Vorsorge GmbH
Die Raiffeisen Salzburg Versicherungsmakler GmbH wurde im Jahr 2001 als 100%ige Tochter des Raiffeisenverbandes Salzburg gegründet. Mit der Bündelung des gesamten Versicherungs-, Bauspar- und Maklergeschäftes für Privatkunden und Unternehmer erfolgte 2010 die Umbenennung der Gesellschaft in die Raiffeisen Salzburg Vorsorge GmbH.

### Raiffeisen Immobilien Salzburg
Raiffeisen Immobilien Salzburg eGen übernimmt rund um den Immobilienhandel sämtliche Agenden. Als Drehscheibe zwischen Käufer und Verkäufer übernimmt und organisiert Raiffeisen Realitäten die gesamte Abwicklung vom Erstkontakt bis zur Vertragsunterfertigung.

### Techno-Z Verbund GmbH
2002 erwarb der Raiffeisenverband Salzburg alle Anteile an der landeseigenen Gesellschaft Techno-Z Verbund. An sieben Standorten in Stadt und Land Salzburg sind 175 Betriebe mit über 1.200 Mitarbeitern angesiedelt.

### Raiffeisen Salzburg Leasing GmbH
Im Jahr 2007 sind die Leasinggesellschaften West Consult Leasing und Raiffeisen Leasing zur Raiffeisen Salzburg Leasing zusammengeführt worden, um Leasing-Know-how und Marktkenntnis zu bündeln.

### Raiffeisen Lagerhaus Salzburg GmbH
Der Raiffeisenverband Salzburg (RVS) beschäftigt im Geschäftsbereich Ware über die 100%-Tochter Raiffeisen Lagerhaus Salzburg GmbH rund 700 Mitarbeitern.

## Belege
1. 1 2  Abfrage für BLZ 35000. In: SEPA-Zahlungsverkehrs-Verzeichnis der Oesterreichischen Nationalbank (OeNB). (Neuladen des Browsers erforderlich.)
2. ↑  Konrad neuer Chef bei Raiffeisen Salzburg. In: orf.at. 29. April 2020, abgerufen am 1. Mai 2020.

Koordinaten: 47° 48′ 10,4″ N, 13° 2′ 31,3″ O